# ディスロコサウルス
ディスロコサウルス（学名：Dyslocosaurus）は、1992年にアメリカ合衆国ワイオミング州のジュラ紀に由来する竜脚下目の恐竜の属に与えられた学名。
ディスロコサウルスのホロタイプまたはタイプ標本はアマースト大学自然史博物館のコレクションの1つである AC 663 に基づき、これはフレデリック・ブリュースター・ルーミスにより収集されたものである。しかし、その由来に関して唯一入手可能な情報は Lance Creek と記載されたラベルのみで、これはワイオミング州東部の地名である。ルーミスはこの標本を白亜紀後期マーストリヒチアンにあたる Lance 層に由来すると考えた。

## 語源
1963年にジョン・スタントン・マッキントッシュがこの標本に興味を持ち、1992年に William Coombs やデイル・ラッセルとともに新属新種を設立することを決定した。模式種は Dyslocosaurus polyonychius である。属名はギリシャ語で「悪い」「劣った」を意味する dys とラテン語で「場所」を意味する locus に由来し、化石の模式産地について情報が不足していることを反映している。種小名はギリシャ語で「数が多い」を意味する polys と「鉤爪」を意味する onyx に由来する。記載者は複数の四肢の骨からなる骨格をディプロドクス科の恐竜として解釈した。このことから、彼らはディスロコサウルスが他の大半のディプロドクス科と同様にジュラ紀後期にあたると考えた。他のディプロドクス科が3本の鉤爪しか持たないのに対してディスロコサウルスには4本または5本の鉤爪が存在し、これが種小名の由来となっている。ディスロコサウルスに類似する種には、同様に4本の鉤爪を持つ白亜紀前期の生痕化石タクソンであるブロントポドゥスと同様の足跡を残したと考えられている。

## 懐疑性
1998年にポール・セレノとジェフレイ・A・ウィルソンは別の解釈をした。標本は全て Lance 層に由来するもののキメラであり、ティタノサウルスの四肢と獣脚類の指骨から構成されたというものである。
ディプロドクス科の分類の再検討において Tschopp らは2015年に AC 663 に含まれる趾骨の保存状態と色に着目し、AC 663 の残りの部位と同じ個体に由来するものではないとし、足に4本以上の鉤爪が存在したことに疑問が呈された。断片的ではあるものの、ディスロコサウルスはディクラエオサウルス科の属として回収され、北アメリカから出土したディクラエオサウルス科としては2番目の記録となる。なお、最初のものはスウワッセアである。

## 分類
下のクラドグラムは Tschopp らの2015年の研究に基づき ディスロコサウルスのディクラエオサウルス科における位置を示す。

|  | スウワッセア         |
|  |                      |
|  | ディストロファエウス |
|  |                      |

|  | ブラキトラケロパン                                                        |
|  |                                                                           |
|  | \| \| アマルガサウルス \| \| \| \| \| \| ディクラエオサウルス \| \| \| \| |
|  |                                                                           |
|  | アマルガサウルス                                                          |
|  |                                                                           |
|  | ディクラエオサウルス                                                      |
|  |                                                                           |

|  | アマルガサウルス     |
|  |                      |
|  | ディクラエオサウルス |
|  |                      |

|  | スウワッセア         |
|  |                      |
|  | ディストロファエウス |
|  |                      |

|  | ブラキトラケロパン                                                        |
|  |                                                                           |
|  | \| \| アマルガサウルス \| \| \| \| \| \| ディクラエオサウルス \| \| \| \| |
|  |                                                                           |
|  | アマルガサウルス                                                          |
|  |                                                                           |
|  | ディクラエオサウルス                                                      |
|  |                                                                           |

|  | アマルガサウルス     |
|  |                      |
|  | ディクラエオサウルス |
|  |                      |

|  | スウワッセア         |
|  |                      |
|  | ディストロファエウス |
|  |                      |

|  | ブラキトラケロパン                                                        |
|  |                                                                           |
|  | \| \| アマルガサウルス \| \| \| \| \| \| ディクラエオサウルス \| \| \| \| |
|  |                                                                           |
|  | アマルガサウルス                                                          |
|  |                                                                           |
|  | ディクラエオサウルス                                                      |
|  |                                                                           |

|  | アマルガサウルス     |
|  |                      |
|  | ディクラエオサウルス |
|  |                      |

|  | スウワッセア         |
|  |                      |
|  | ディストロファエウス |
|  |                      |

|  | ブラキトラケロパン                                                        |
|  |                                                                           |
|  | \| \| アマルガサウルス \| \| \| \| \| \| ディクラエオサウルス \| \| \| \| |
|  |                                                                           |
|  | アマルガサウルス                                                          |
|  |                                                                           |
|  | ディクラエオサウルス                                                      |
|  |                                                                           |

|  | アマルガサウルス     |
|  |                      |
|  | ディクラエオサウルス |
|  |                      |